# Nicklas Kulti
Nicklas Kulti (Estocolm, Suècia; 22 d'abril de 1971) és un tennista professional retirat suec que va especialitzar-se en la modalitat de dobles masculins.
Va guanyar un total de tres títols individuals i tretze en dobles masculins que li van permetre arribar al 32è lloc del rànquing individual i a l'onzè lloc en dobles masculins. Va formar part de l'equip suec de Copa Davis en diverses ocasions i va participar en la consecució dels títols en les edicions de 1997 i 1998.
Va destacar en categoria júnior quan se'l va considerar el millor del món l'any 1989 després de guanyar dos títols de Grand Slam.

## Palmarès

### Individual: 7 (3−4)
| Llegenda (pre/post 2009)                                 |
| -------------------------------------------------------- |
| Grand Slams (0−0)                                        |
| Tennis Masters Cup / ATP Finals (0−0)                    |
| ATP Masters Series / ATP World Tour Masters 1000 (0−0)   |
| ATP International Series Gold / ATP World Tour 500 (0−0) |
| ATP International Series / ATP World Tour 250 (3−4)      |

| Títols per superfície |
| --------------------- |
| Dura (2−0)            |
| Gespa (1−1)           |
| Terra batuda (0−2)    |
| Moqueta (0−1)         |

| Resultat  | Núm. | Data                | Torneig                | Superfície   | Oponent             | Marcador         |
| --------- | ---- | ------------------- | ---------------------- | ------------ | ------------------- | ---------------- |
| Finalista | 1.   | 12 d'agost de 1990  | Praga, Txecoslovàquia  | Terra batuda | Jordi Arrese        | 6−7(3), 6−7(6)   |
| Guanyador | 1.   | 6 de gener de 1991  | Adelaida, Austràlia    | Dura (i)     | Michael Stich       | 6−3, 1−6, 6−2    |
| Guanyador | 2.   | 10 de gener de 1993 | Adelaida (2)           | Dura (i)     | Christian Bergström | 3−6, 7−5, 6−4    |
| Finalista | 2.   | 7 de març de 1993   | Copenhaguen, Dinamarca | Moqueta (i)  | Andrei Olhovskiy    | 5−7, 6−3, 2−6    |
| Finalista | 3.   | 5 de maig de 1996   | Atlanta, Estats Units  | Terra batuda | Karim Alami         | 3−6, 4−6         |
| Guanyador | 3.   | 23 de juny de 1996  | Halle, Alemanya        | Gespa        | Ievgueni Kàfelnikov | 6−7(5), 6−3, 6−4 |
| Finalista | 4.   | 13 de juny de 1999  | Halle                  | Gespa        | Nicolas Kiefer      | 3−6, 2−6         |

### Dobles masculins: 25 (13−12)
| Llegenda (pre/post 2009)                                 |
| -------------------------------------------------------- |
| Grand Slams (0−2)                                        |
| Tennis Masters Cup / ATP Finals (0−0)                    |
| ATP Masters Series / ATP World Tour Masters 1000 (2−1)   |
| ATP International Series Gold / ATP World Tour 500 (2−2) |
| ATP International Series / ATP World Tour 250 (9−7)      |

| Títols per superfície |
| --------------------- |
| Dura (2−3)            |
| Gespa (1−0)           |
| Terra batuda (6−7)    |
| Moqueta (4−2)         |

| Resultat  | Núm. | Data                   | Torneig                    | Superfície   | Parella              | Oponents                             | Marcador            |
| --------- | ---- | ---------------------- | -------------------------- | ------------ | -------------------- | ------------------------------------ | ------------------- |
| Guanyador | 1.   | 8 de març de 1992      | Copenhaguen, Dinamarca     | Moqueta      | Magnus Larsson       | H.J. Davids Libor Pimek              | 6−3, 6−4            |
| Guanyador | 2.   | 2 d'agost de 1992      | San Marino, San Marino     | Terra batuda | Mikael Tillström     | Cristian Brandi Federico Mordegan    | 6−2, 6−2            |
| Guanyador | 3.   | 24 d'abril de 1994     | Montecarlo, Mònaco         | Terra batuda | Magnus Larsson       | Ievgueni Kàfelnikov Daniel Vacek     | 3−6, 7−6, 6−4       |
| Finalista | 1.   | 11 de juliol de 1994   | Båstad, Suècia             | Terra batuda | Mikael Tillström     | Jan Apell Jonas Björkman             | 2−6, 3−6            |
| Finalista | 2.   | 26 de setembre de 1994 | Kuala Lumpur, Malàisia     | Moqueta      | Lars-Anders Wahlgren | Jacco Eltingh Paul Haarhuis          | 0−6, 5−7            |
| Finalista | 3.   | 11 de juny de 1995     | Roland Garros, França      | Terra batuda | Magnus Larsson       | Jacco Eltingh Paul Haarhuis          | 7−6, 4−6, 1−6       |
| Guanyador | 4.   | 19 de febrer de 1996   | Anvers, Bèlgica            | Moqueta (i)  | Jonas Björkman       | Ievgueni Kàfelnikov Menno Oosting    | 6−4, 6−4            |
| Finalista | 4.   | 24 de març de 1996     | Sant Petersburg, Rússia    | Moqueta (i)  | Peter Nyborg         | Ievgueni Kàfelnikov Andrei Olhovskiy | 3−6, 4−6            |
| Guanyador | 5.   | 8 d'abril de 1996      | Nova Delhi, Índia          | Dura         | Jonas Björkman       | Byron Black Sandon Stolle            | 4−6, 6−4, 6−4       |
| Finalista | 5.   | 22 d'abril de 1996     | Montecarlo                 | Terra batuda | Jonas Björkman       | Ellis Ferreira Jan Siemerink         | 6−3, 3−6, 2−6       |
| Finalista | 6.   | 4 d'agost de 1996      | Los Angeles, Estats Units  | Dura         | Jonas Björkman       | Marius Barnard Piet Norval           | 5−7, 2−6            |
| Finalista | 7.   | 12 d'agost de 1996     | New Haven, Estats Units    | Dura         | Jonas Björkman       | Byron Black Grant Connell            | 4−6, 4−6            |
| Guanyador | 6.   | 28 d'abril de 1997     | Atlanta, Estats Units      | Terra batuda | Jonas Björkman       | Scott Davis Kelly Jones              | 6−2, 7−6            |
| Guanyador | 7.   | 13 de juliol de 1997   | Båstad                     | Terra batuda | Mikael Tillström     | Magnus Larsson Magnus Gustafsson     | 6−0, 6−3            |
| Finalista | 8.   | 11 d'agost de 1997     | Indianapolis, Estats Units | Dura         | Jonas Björkman       | Mikael Tillström Michael Tebbutt     | 1−6, 1−6            |
| Finalista | 9.   | 7 de setembre de 1997  | US Open, Estats Units      | Terra batuda | Jonas Björkman       | Ievgueni Kàfelnikov Daniel Vacek     | 6−7(8), 3−6         |
| Guanyador | 8.   | 15 de febrer de 1998   | Sant Petersburg            | Moqueta (i)  | Mikael Tillström     | Marius Barnard Brent Haygarth        | 3−6, 6−3, 7−6       |
| Finalista | 10.  | 3 de maig de 1998      | Praga, Txèquia             | Terra batuda | Fredrik Bergh        | Wayne Arthurs Andrew Kratzmann       | 1−6, 1−6            |
| Guanyador | 9.   | 15 de novembre de 1998 | Estocolm, Suècia           | Dura         | Mikael Tillström     | Chris Haggard Peter Nyborg           | 7−5, 3−6, 7−5       |
| Finalista | 11.  | 11 de juliol de 1999   | Båstad (2)                 | Terra batuda | Mikael Tillström     | David Adams Jeff Tarango             | 6−7(6), 4−6         |
| Finalista | 12.  | 19 de setembre de 1999 | Bournemouth, Regne Unit    | Terra batuda | Michael Kohlmann     | David Adams Jeff Tarango             | 3−6, 7−6(5), 6−7(5) |
| Guanyador | 10.  | 30 d'abril de 2000     | Barcelona, Espanya         | Terra batuda | Mikael Tillström     | Paul Haarhuis Sandon Stolle          | 6−2, 6−7(2), 7−6(5) |
| Guanyador | 11.  | 18 de juny de 2000     | Halle, Alemanya            | Gespa        | Mikael Tillström     | Mahesh Bhupathi David Prinosil       | 7−6(4), 7−6(4)      |
| Guanyador | 12.  | 16 de juliol de 2000   | Båstad (2)                 | Terra batuda | Mikael Tillström     | Andrea Gaudenzi Diego Nargiso        | 4−6, 6−2, 6−3       |
| Guanyador | 13.  | 20 de novembre de 2000 | París, França              | Moqueta (i)  | Max Mirnyi           | Paul Haarhuis Daniel Nestor          | 6−4, 7−5            |

### Equips: 3 (2−1)
| Resultat  | Núm. | Data                                   | Torneig                      | Superfície       | Equip                                          | Oponents                                                        | Marcador |
| --------- | ---- | -------------------------------------- | ---------------------------- | ---------------- | ---------------------------------------------- | --------------------------------------------------------------- | -------- |
| Finalista | 1.   | 29 de novembre − 1 de desembre de 1996 | Copa Davis, Malmö, Suècia    | Dura (i)         | Jonas Björkman Stefan Edberg Thomas Enqvist    | Arnaud Boetsch Guy Forget Cedric Pioline Guillaume Raoux        | 2−3      |
| Guanyador | 1.   | 28−30 de novembre de 1997              | Copa Davis, Göteborg, Suècia | Moqueta (i)      | Jonas Björkman Thomas Enqvist Magnus Larsson   | Michael Chang Todd Martin Pete Sampras Jonathan Stark           | 5−0      |
| Guanyador | 2.   | 4−6 de desembre de 1998                | Copa Davis, Milà, Itàlia     | Terra batuda (i) | Jonas Björkman Magnus Gustafsson Magnus Norman | Andrea Gaudenzi Diego Nargiso Gianluca Pozzi Davide Sanguinetti | 4−1      |

## Trajectòria

### Individual
| Open d'Austràlia | 3R  | 1R    | 1R    | 2R    | 2R    | 3R    | 2R  | 3R    | 2R   | Q1  | Q1   | 1R  | 0 / 10    | 10 − 10   |
| Roland Garros | 1R  | 3R    | 2R    | QF    | 1R    | 2R    | Q3  | 1R    | 1R   | Q1  | A    | A   | 0 / 8     | 8 − 8     |
| Wimbledon | Q3  | A     | 1R    | 2R    | 1R    | 1R    | A   | 1R    | 2R   | Q2  | A    | Q2  | 0 / 6     | 2 − 6     |
| US Open | A   | A     | 1R    | 1R    | 2R    | 2R    | 1R  | 1R    | Q1   | A   | 1R   | A   | 0 / 7     | 2 − 7     |
| Total Victòries−Derrotes                                                                                                   | 7−9 | 15−11 | 20−24 | 18−25 | 28−24 | 20−26 | 6−8 | 15−17 | 9−17 | 3−3 | 10−9 | 0−5 | 154 − 182 | 154 − 182 |
| Rànquing a final d'any | 118 | 51    | 80    | 79    | 46    | 99    | 165 | 64    | 154  | 290 | 118  | 421 |           |           |
| Llegenda: G: Guanyador; F: Finalista; SF: Semifinalista; QF: Quarts de final; Q: Qualificació; A: Absent; RR: Round Robin; |     |       |       |       |       |       |     |       |      |     |      |     |           |           |

### Dobles masculins
| Open d'Austràlia | A           | A           | A           | A   | A           | A           | 1R          | 1R    | 3R          | 1R          | 3R          | 3R    | 2R  | 0 / 7     | 7 − 7     |
| Roland Garros | A           | A           | 1R          | A   | A           | 2R          | F           | QF    | 2R          | 1R          | SF          | 3R    | QF  | 0 / 9     | 19 − 9    |
| Wimbledon | Q1          | A           | Q1          | A   | A           | 2R          | A           | QF    | QF          | QF          | 1R          | SF    | A   | 0 / 6     | 14 − 6    |
| US Open | A           | A           | A           | A   | A           | SF          | 3R          | 1R    | F           | 3R          | 1R          | 3R    | A   | 0 / 7     | 15 − 7    |
| Jocs Olímpics | No celebrat | No celebrat | No celebrat | A   | No celebrat | No celebrat | No celebrat | 1R    | No celebrat | No celebrat | No celebrat | 1R    | NC  | 0 / 2     | 0 – 2     |
| ATP World Tour Championships                                                                                               | A           | A           | A           | A   | A           | A           | A           | RR    | A           | A           | A           | A     | A   | 0 / 1     | 1 – 2     |
| Total Victòries−Derrotes                                                                                                   | 0−2         | 5−5         | 1−3         | 8−3 | 2−2         | 27−17       | 12−12       | 37−20 | 43−17       | 31−18       | 30−24       | 35−14 | 6−6 | 238 − 145 | 238 − 145 |
| Rànquing a final d'any | 206         | 592         | 213         | 489 | 23          | 50          | 16          | 16    | 38          | 37          | 15          | 155   | 197 |           |           |
| Llegenda: G: Guanyador; F: Finalista; SF: Semifinalista; QF: Quarts de final; Q: Qualificació; A: Absent; RR: Round Robin; |             |             |             |     |             |             |             |       |             |             |             |       |     |           |           |